# Ипнара
Ипнара (груз. იფნარა) — село в Грузии, на территории Горийского муниципалитета края (мхаре) Шида-Картли.

## География
Село находится в центральной части Грузии, на северном склоне Триалетского хребта, к югу от реки Таны (правый приток Куры), на расстоянии приблизительно 18 километров (по прямой) к юго-западу от города Гори, административного центра муниципалитета. Абсолютная высота — 1288 метров над уровнем моря.

## Население
По результатам официальной переписи населения 2014 года в Ипнаре проживало 6 человек (2 мужчины и 4 женщины). В национальной структуре населения грузины составляли 83,3 %, греки — 16,7 %.
| Год  | Население, человек |
| ---- | ------------------ |
| 2002 | 10                 |
| 2014 | ↘ 6                |